# Estadio Toyota
El Estadio Toyota (en japonés: 豊田スタジアム Toyota Sutajiamu) es un estadio con capacidad para 43 739 espectadores, y está ubicado en la ciudad de Toyota, Japón. Fue construido en 2001 y es el campo del equipo de fútbol Nagoya Grampus Eight, que disputa la J League. También es utilizado por los Toyota Verblitz, el equipo de rugby de la empresa que juega en la Top League. Desde su segunda edición en diciembre de 2005, es utilizado como una de las sedes para la Copa Mundial de Clubes de la FIFA.
Toyota Motor Company es el actual patrocinador del estadio.

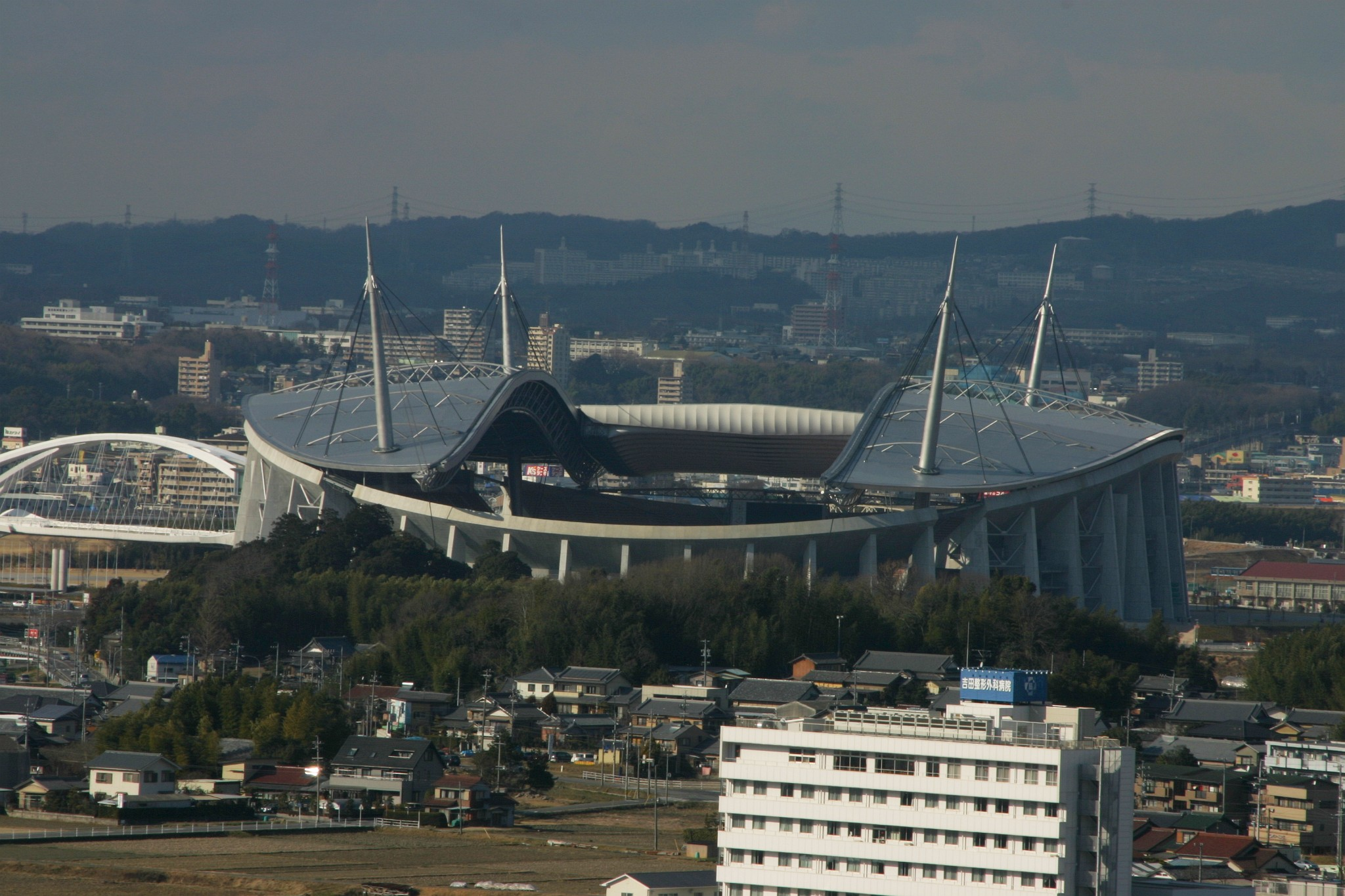
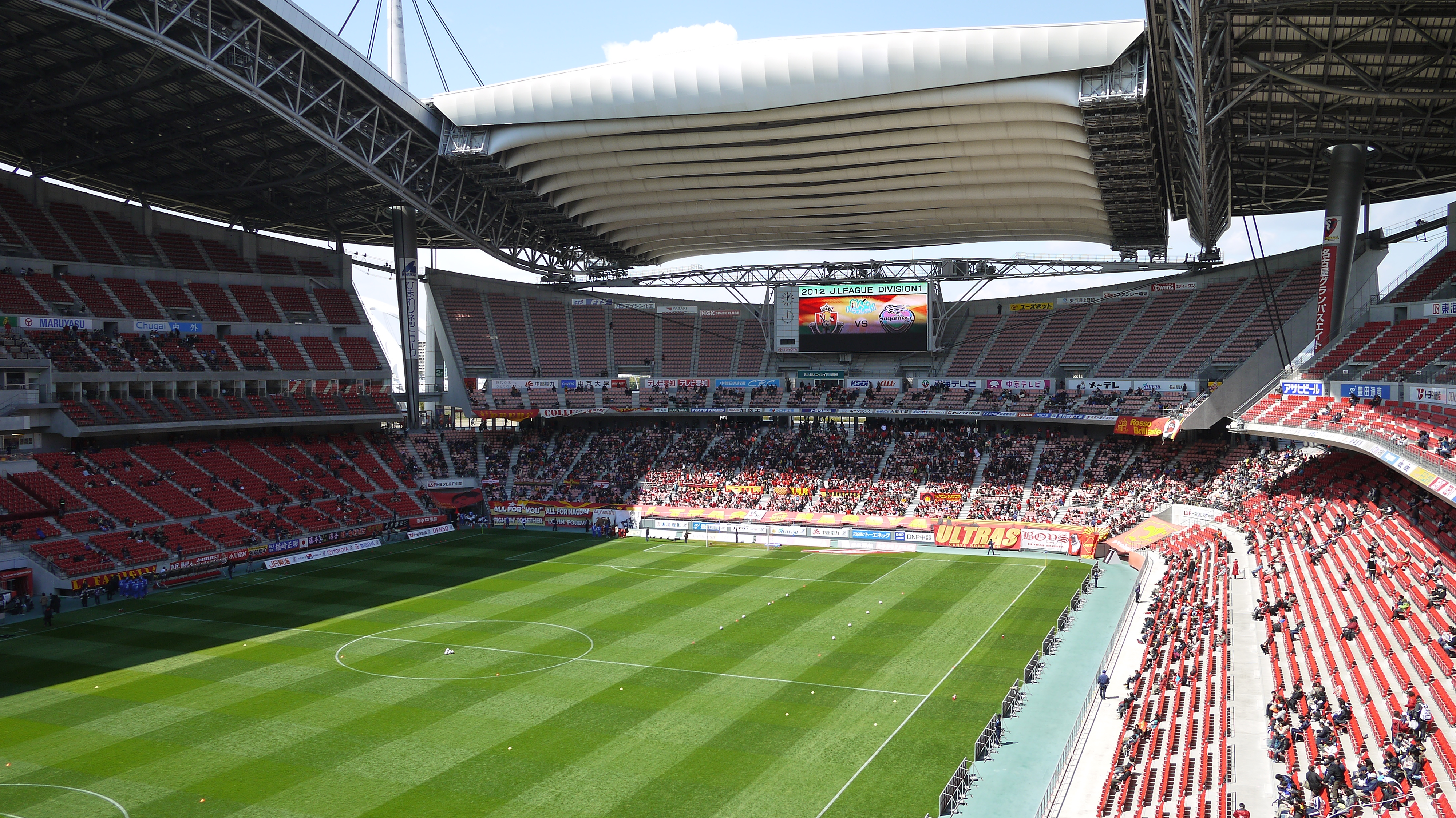